# Bandō Mitsugorō III
 (septembre 2016).
Bandō Mitsugorō III est un nom japonais traditionnel ; le nom de famille (ou le nom d'école), Bandō, précède donc le prénom (ou le nom d'artiste).
Bandō Mitsugorō III (三代目 坂東 三津五郎, Sandaime Bandō Mitsugorō) est un acteur japonais du genre théâtral kabuki, l'un des meilleurs tachiyaku (rôles masculins) au début du XIXe siècle. Il est connu pour ses nombreuses interprétations et sa rivalité avec l'acteur Nakamuta Utaemon III de la région de Kamigata (Kyoto-Osaka).

## Noms
Comme la plupart des acteurs de kabuki et de nombreux artistes de cette époque, Mitsugorō porte plusieurs noms. Troisième à porter le nom Bandō Mitsugorō, il est aussi appelé Bandō Minosuke I, Morita Kanjirō II et Bandō Mitahachi I au début de sa carrière. Membre de la guilde Yamato-ya, il peut également être appelé de ce nom (voir yagō). Finalement, Mitsugorō est connu dans les cercles poétiques sous le nom Shūka et comme il se crée une certaine réputation dans les rues d'Edo, il y acquiert le surnom Eiki no Oyagata (patron du quartier Eiki).

## Lignée
Né dans une famille d'acteurs, ses parents sont Bandō Mitsugorō I et la fille de Morita Kanya VI. Morita Kanya V et Nakamura Jūsuke I sont ses grands-pères. Adopté par Morita Kanya VIII, Mitsugorō est le gendre d'Ogino Izaburō II. Devenu plus âgé, il adopte trois fils, Morita Kanya X, Morita Kanya XI et Bandō Shūka I et les élève dans l'univers du théâtre.

## Carrière
Né à Edo en 1775, il fait ses débuts à l'âge de trois ans au Morita-za sous le nom de scène Bandō Mitahachi I. Le jeune acteur emprunte un certain nombre de noms de scène au cours de son enfance et devient le troisième Bandō Mitsugorō au Nakamura-za d'Edo en 1799. Son père meurt en 1782.
Le XIXe siècle commence et Mitsugorō joue dans un grand nombre de pièces et interprète une multitude de rôles, à la fois masculins et féminins, au Morita-za, au Nakamura-za et au Ichimura-za. Il se fait connaître pour ses rôles dansés et en particulier pour les hengemono, pièces dansées dans lesquelles il passe rapidement d'un rôle à l'autre. Bien qu'il interprète essentiellement des rôles féminins dans ces pièces, il incarne aussi fréquemment des lutteurs sumo et des rôles de héros dans certaines des pièces les plus populaires et les plus célèbres du répertoire kabuki.
En mai 1815, il se produit au Kawarazaki-za aux côtés d'Iwai Hanshirō V, Matsumoto Kōshirō V et Ichikawa Danjūrō VII, quelques-uns des acteurs les plus renommés de l'époque. Au fil des années se développe une rivalité avec l'acteur Nakamura Utaemon III de la région Kamigata, aussi connu sous le nom Shikan. Ces types de rivalités ne sont pas rares dans le monde kabuki, en particulier entre les acteurs d'Edo et de Kamigata, mais sont le plus souvent des rivalités amicales, promues plus par les supporteurs et par les directeurs de théâtre que par de véritables sentiments négatifs des acteurs les uns vis-à-vis des autres. Les deux jouent ensemble à plusieurs reprises, à la fois à Edo et Kamigata, leur rivalité s'étendant sur de nombreuses années.
À la suite d'une représentation hengemono d'adieu, Mitsugorō quitte Edo pour Osaka en décembre 1820. Il s'y produit principalement au Kado no shibai et fréquemment aux côtés d'Utaemon III. Il joue aussi à Nagoya et à Kyoto au Kitagawa no Shibai, deux villes où le kabuki est beaucoup moins prolifique qu'à Edo et Osaka.
Mitsugorō est classé goku-jō-jō-kichi (extrême-supérieur-supérieur-excellent) dans l'édition 1822 du hyōbanki (publication populaire de classement et d'évaluation des acteurs et de représentations). En février de cette année, sa rivalité avec Utaemon III atteint son point culminant. Les deux acteurs jouent simultanément le rôle populaire et puissant du voleur Ishikawa Goemon dans des théâtres différents.
Il retourne à Edo peu après, marquant la fin de son séjour de 13 mois à Kamigata. Au cours des années suivantes, il se produit encore plus souvent, principalement au Ichimura-za. En plus des rôles de lutteurs sumo et des danses hengemono aux rapides changements, il joue un certain nombre de rôles différents dans Sugawara Denju Tenarai Kagami, Yoshitsune Senbon-sakura, Tōkaidō Yotsuya Kaidan et autres pièces très connues et populaires.
Il donne sa dernière représentation en novembre 1831 dans Matsu o Chikara Tomoe no Fuji Nami au Kawarazaki-za. Il tombe malade et meurt le mois suivant.

## Source de la traduction
- (en) Cet article est partiellement ou en totalité issu de l’article de Wikipédia en anglais intitulé « Bandō Mitsugorō III » (voir la liste des auteurs).